# Медвёдки (Волоколамский район)
Медвёдки — деревня в Волоколамском районе Московской области России. Входит в состав сельского поселения Осташёвское. Население — 3 чел. (2010).

## География
Деревня Медвёдки расположена на западе Московской области, в юго-западной части Волоколамского района, у границы с Можайским районом, примерно в 30 км к юго-западу от города Волоколамска, на левом берегу небольшой речки Колоповки (бассейн Москвы). Ближайшие населённые пункты — деревни Рысиха и Хатанки.

## Население
| 1852 | 1859 | 1926 | 2002 | 2006 | 2010 |
| ---- | ---- | ---- | ---- | ---- | ---- |
| 220  | ↘209 | ↘139 | ↘0   | →0   | ↗3   |

## История
В «Списке населённых мест» 1862 года Медведки — владельческая деревня 2-го стана Можайского уезда Московской губернии по левую сторону торгово-просёлочного Гжатского тракта, в 37 верстах от уездного города, при реке Медведице, с 25 дворами и 209 жителями (96 мужчин, 113 женщин).
По данным 1890 года входила в состав Порецкой волости Можайского уезда, число душ мужского пола составляло 73 человека.
В 1913 году — 25 дворов.
По материалам Всесоюзной переписи 1926 года — деревня Горковского сельсовета Порецкой волости Можайского уезда, проживало 139 жителей (54 мужчины, 85 женщин), насчитывалось 27 крестьянских хозяйств.
С 1929 года — населённый пункт в составе Уваровского района Московского округа Московской области. Постановлением ЦИК и СНК от 23 июля 1930 года округа как административно-территориальные единицы были ликвидированы.
1929—1952 гг. — деревня Дегтярёвского сельсовета Уваровского района.
1952—1954 гг. — деревня Хатанковского сельсовета Осташёвского района.
1954—1957 гг. — деревня Болычевского сельсовета Осташёвского района.
С 7 декабря 1957 г. — деревня Болычевского сельсовета Можайского района, а с 31 декабря того же года — Болычевского сельсовета Волоколамского района.
1958—1963 гг. — деревня Болычевского сельсовета Волоколамского района.
1963—1965 гг. — деревня Болычевского сельсовета Волоколамского укрупнённого сельского района.
1965—1994 гг. — деревня Болычевского сельсовета Волоколамского района.
В 1994 году Московской областной думой было утверждено положение о местном самоуправлении в Московской области, сельские советы как административно-территориальные единицы были преобразованы в сельские округа.
1994—2006 гг. — деревня Болычевского сельского округа Волоколамского района.
С 2006 года — деревня сельского поселения Осташёвское Волоколамского муниципального района Московской области.